# Henry Hutchinson Montgomery
Pour les articles homonymes, voir Hutchinson et Montgomery.
 (septembre 2022).
La mise en forme du texte ne suit pas les recommandations de Wikipédia : il faut le « wikifier ».
Les points d'amélioration suivants sont les cas les plus fréquents :
- Les titres sont pré-formatés par le logiciel. Ils ne sont ni en capitales, ni en gras.
- Le texte ne doit pas être écrit en capitales (les noms de famille non plus), ni en gras, ni en italique, ni en « petit »…
- Le gras n'est utilisé que pour surligner le titre de l'article dans l'introduction, une seule fois.
- L'italique est rarement utilisé : mots en langue étrangère, titres d'œuvres, noms de bateaux, etc.
- Les citations ne sont pas en italique mais en corps de texte normal. Elles sont entourées par des guillemets français : « et ».
- Les listes à puces sont à éviter, des paragraphes rédigés étant largement préférés. Les tableaux sont à réserver à la présentation de données structurées (résultats, etc.).
- Les appels de note de bas de page (petits chiffres en exposant, introduits par l'outil «  Source ») sont à placer entre la fin de phrase et le point final[comme ça].
- Les liens internes (vers d'autres articles de Wikipédia) sont à choisir avec parcimonie. Créez des liens vers des articles approfondissant le sujet. Les termes génériques sans rapport avec le sujet sont à éviter, ainsi que les répétitions de liens vers un même terme.
- Les liens externes sont à placer uniquement dans une section « Liens externes », à la fin de l'article. Ces liens sont à choisir avec parcimonie suivant les règles définies. Si un lien sert de source à l'article, son insertion dans le texte est à faire par les notes de bas de page.
- La présentation des références doit suivre les conventions bibliographiques. Il est recommandé d'utiliser les modèles {{Ouvrage}}, {{Chapitre}}, {{Article}}, {{Lien web}} et/ou {{Bibliographie}}. Le mode d'édition visuel peut mettre en forme automatiquement les références.
- Insérer une infobox (cadre d'informations à droite) n'est pas obligatoire pour parachever la mise en page.

Pour une aide détaillée, merci de consulter Aide:Wikification.
Si vous pensez que ces points ont été résolus, vous pouvez retirer ce bandeau et améliorer la mise en forme d'un autre article.
Henry Hutchinson Montgomery (1847-1932), évêque, est né le 3 octobre 1847 à Cawnpore, en Inde, fils aîné de (Sir) Robert Montgomery, magistrat et collecteur, puis lieutenant-gouverneur du Pendjab, et de son épouse Ellen Jane, née Lambert. Montgomery a fait ses études à Harrow, où il excellait en sport, et à Cambridge (B.A., 1870 ; M.A., 1873 ; D.D., 1889) où, en tant qu'étudiant athlétique du Trinity College, il était réputé avoir réussi le formidable saut sur les marches du hall. Formé au ministère par Charles Vaughan, son premier directeur d'école à Harrow, il est fait diacre à Chichester en 1871 et ordonné prêtre en 1872.
L'ascension cléricale de Montgomery est rapide. Nommé vicaire de Hurstpierpoint, dans le Sussex, en 1871, il passe à Christ Church, Southwark, en 1874, à St Margaret's, Westminster, en 1876 et, en tant que vicaire, à St Mark's, Kennington, en 1879. En 1889, il est choisi comme quatrième évêque de Tasmanie.
Le 28 juillet 1881, à l'abbaye de Westminster, Montgomery avait épousé Maud, la fille de 16 ans de Frederic William Farrar, chanoine de Westminster et ancien maître de maison de Montgomery à Harrow. Farrar était un " Broad Churchman " réputé et la position théologique de Montgomery était décrite comme " à peu près la même... mais moins ". De Vaughan, il avait hérité d'un profond respect pour l'Écriture et l'Église, et de A. P. Stanley, doyen de Westminster, dont il avait été le secrétaire particulier, il tirait la conviction de l'importance d'une Église nationale. Il laissa les aspects pratiques de la vie domestique à sa jeune épouse déterminée qui organisa leurs neuf enfants (selon le plus célèbre d'entre eux, Bernard Law, futur vicomte Montgomery d'Alamein) selon des principes militaires.
Un homme doit être un chef dans les colonies", écrivit plus tard Montgomery à propos du rôle de l'évêque. L'homme tranquille et inoffensif échouera. Il s'agit de tout pousser... tout le travail des pionniers, même dans les villes". Dès son arrivée en Tasmanie, il entreprend l'achèvement de la cathédrale en tant que centre diocésain, malgré les objections des paroisses de campagne. Mais il s'est également rendu dans les colonies minières isolées de la côte ouest et s'est montré très concerné par les aborigènes du détroit de Bass. À Hobart et Launceston, il encouragea le travail pastoral parmi les personnes défavorisées : il tenta de développer le ministère auprès des Chinois - quelque peu entravé par le manque d'anglais du missionnaire Yung Choy - et créa un foyer et un hôpital pour les prostituées et les mères célibataires.
Montgomery pensait que l'Église devait témoigner d'un niveau moral élevé dans une société particulièrement corrompue. Il s'opposait donc à George Adams, aux jeux d'argent et à la boisson, bien qu'il ne soit pas lui-même un abstinent total. Il plaide en faveur de l'instruction de l'Église dans les écoles, de la renaissance du mouvement de l'école du dimanche et du renforcement des écoles confessionnelles.
Par-dessus tout, il se voyait comme un évêque missionnaire. Il écrit à l'archevêque de Canterbury en 1901 : "C'est parce que le travail est entièrement missionnaire ici que je l'aime tant. Les grandes questions telles que l'éducation, la tempérance, les problèmes sociaux entre les classes, sont pour moi des devoirs. Les questions missionnaires sont pour moi des joies". Sa vision dépassait la Tasmanie. Il rêvait d'une Église anglicane en Australie avec un synode général efficace, un primat national et un clergé indigène. Une telle Église, pensait-il, pourrait conduire à la conversion du Pacifique. En 1892, il fit pression pour la création du diocèse de Nouvelle-Guinée et, après avoir visité le diocèse de Mélanésie, il écrivit un rapport important sur la stratégie missionnaire, The Light of Melanesia (1896). Il fut également assailli localement par des critiques évangéliques à l'esprit étroit concernant le ritualisme, la confession et les prières pour les morts.
Pendant l'épiscopat de Montgomery en Tasmanie, le nombre de membres de l'Église passe de près de 81 000 à près de 88 000 et le nombre de bâtiments de 75 à 125. Montgomery organisa le premier congrès de l'Église de Tasmanie (1894) et les célébrations du jubilé de l'Australian Board of Missions (1900). Mais il est clair qu'il trouvait le défi de la Tasmanie trop petit. En juin 1901, il accepte le poste de secrétaire épiscopal de la Société pour la propagation de l'Évangile et prend ses fonctions en janvier suivant.
Prébendier de St Paul's, Londres, à partir de 1902, Montgomery fut prédicateur de Ramsden cette année-là et en 1918. En 1905, il a été nommé prélat de l'Ordre de Saint-Michel et Saint-Georges et en 1908, il a reçu des diplômes honorifiques des universités d'Oxford et de Durham. Il prend sa retraite en 1919 et, à partir de 1921, vit sur le domaine familial, New Park, à Moville, en Irlande du Nord. Il a été nommé K.C.M.G. en 1928.
Montgomery a publié de nombreux articles et livres, allant de plaidoyers passionnés pour la protection des mutton-birds à des biographies d'éminents ecclésiastiques, en passant par des réflexions sur le travail missionnaire, des visions de l'Église, la vieillesse et les joies personnelles. Il est mort à New Park le 25 novembre 1932, laissant derrière lui sa femme, cinq fils et deux filles.